# Hotel Sacher

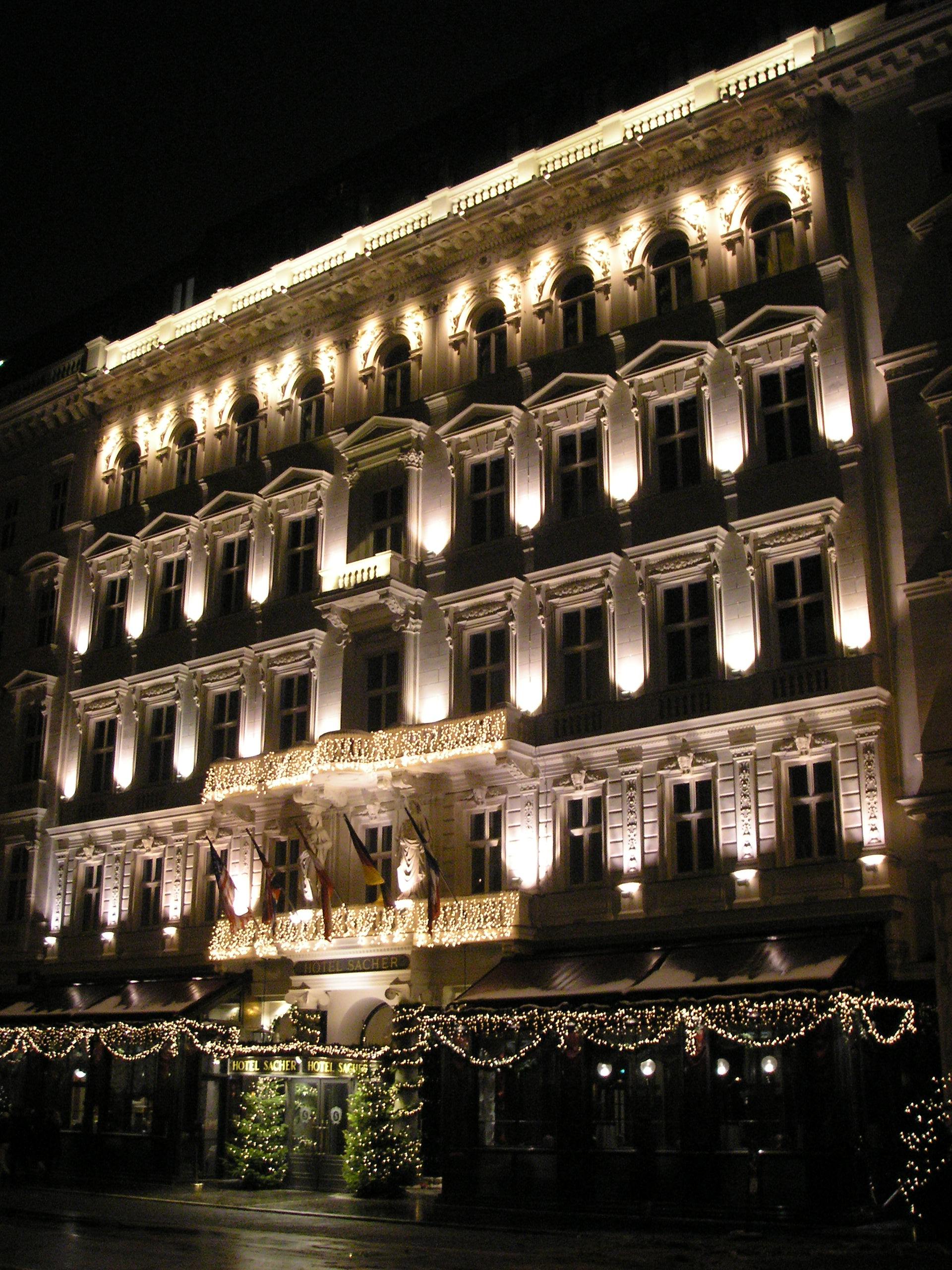
Hotel Sachers fasad är upplyst nattetid.

Hotel Sacher är det kanske mest berömda hotellet i Wien, och ligger mittemot operan Wiener Staatsoper. 

## Bakgrund
Hotel Sacher grundades av Eduard Sacher (1843–1892) år 1876, det togs över av familjen Gürtler under 1930-talet. 
Hotel Sacher är också berömd för sin Sachertårta, (Sacher-Torte) även om receptet egentligen var Eduard Sacher fars, Franz Sacher (1816–1907). Franz serverade den första gången 1832 åt furst Metternich.
Försäljningen av tårtan och andra artiklar står för en tredjedel av Hotell Sachers omsättning på cirka 40 miljoner euro.[källa behövs]
Under år 2005 byggdes i samband med en totalrenovering ytterligare övervåningar på hotellets tak, vilka gav 45 nya hotellrum.
Bland hotellets berömda gäster genom årtiondena finns inte bara kejsar Frans Josef utan även kung Edvard VIII och Wallis Simpson, drottning Elizabeth II och prins Philip, prins Rainier III av Monaco och Grace Kelly, president John F. Kennedy och många andra. Genom att vara placerad nära operan har Hotel Sacher också varit populär bland artister som Herbert von Karajan, Leonard Bernstein, Leo Slezak, Plácido Domingo, José Carreras och Rudolf Nureyev. Den 31 mars 1969 gav John Lennon och Yoko Ono sin "Bagism"-presskonferens på Hotel Sacher.
Under ockupationen under andra världskriget använde britterna det närmast helt oskadda Hotel Sacher som sitt huvudkontor och det framträder i Carol Reeds film Den tredje mannen, då manusförfattaren Graham Greene regelbundet var gäst i hotellbaren medan han gjort research i Wien. Den 4 augusti 1947 exploderade två koffertbomber i källaren på hotellet. Terroristgruppen Irgun hävdade ansvaret för bombningen.

## I litteratur, film och TV
Eduard Sachers änka, Anna Sacher (1859–1930) och hennes hotell förevigades i Dennis Wheatleys roman från 1950 om utbrottet av första världskriget, The Second Seal. 
Hotellet figurerar även i den tyska filmen Hotel Sacher från 1939, i regi av Erich Engel, med Willy Birgel och Wolf Albach-Retty, liksom i den populära österrikiska TV-serien Hallo ... Hotel Sacher, Portier med Fritz Eckhardt. Wolf Albach-Rettys dotter Romy Schneider bodde på Hotel Sacher under inspelningen av filmen Sissi 1955. Filmens regissör Ernst Marischka ska ha blivit inspirerad av hennes likhet med en staty av kejsarinnan Elisabeth på hotellet.
Den österrikiska-tyska miniserien Hotell Sacher från 2016 utspelar sig på hotellet. Serien är baserad på verkliga händelser, däribland Anna Sachers liv och blandar dessa med fiktiva berättelser.